# فیروزه مهاجر
فیروزه مهاجر (۱۳۲۶) مترجم، مؤلف، استاد دانشگاه، نویسندهٔ مقاله‌های اجتماعی و نقد هنری بوده
و از فعالان مرکز فرهنگی زنان است.

## زندگی
فیروزه مهاجر در سال ۱۳۲۶ زاده شد و در رشتهٔ تاریخ وارد دانشگاه ملی (دانشگاه شهید بهشتی کنونی) شد. سپس برای ادامه تحصیل در رشته‌های هنر و عکاسی تبلیغاتی به ایتالیا رفت. او با وقوع انقلاب ۱۳۵۷ به ایران بازگشت و از سال ۱۳۶۳ به کار ترجمه پرداخت. او که به زبان‌های انگلیسی و ایتالیایی تسلط دارد اولین ترجمه‌هایش کتاب الفبای خانواده از ناتالیا گینزبورگ و کتاب زبان تصویر از جئورگی کیپس بودند. مهاجر پس از آن کتاب‌های بسیاری را به فارسی برگرداند.
فیروزه مهاجر از سال ۱۳۶۳ در مطبوعات به نوشتن و ترجمه مقاله و نقد هنر می‌پردازد و از سال ۱۳۶۵ به تدریس ادبیات ایتالیایی در دانشگاه تهران مشغول است.

### تألیف
- ۱۳۸۱ - فلسطین، بهار ۱۳۸۱ به روایت اینترنت (فیروزه مهاجر و سحر سجادی)
- ۱۳۸۱ تا ۱۳۸۳ - فصلنامهٔ فصل زنان، مجموعهٔ آراء و دیدگاه‌های فمینیستی (با همکاری پروین اردلان و نوشین احمدی خراسانی)

### ترجمه
- لابی اسرائیل و سیاست خارجی آمریکا، نوشتهٔ نوآم چامسکی، جان میرشایمر، استیفن والت، مایکل مسینگ، کاوه بویری، (ترجمه فیروزه مهاجر و حسن مرتضوی)
- کمدی، نوشته ویلیام ملوین مرچنت
- درام، نوشته اس. دبلیو. داوسون
- فمینیسم، نوشته جین فریدمن
- زمین و انقلاب در ایران ۱۳۴۰–۱۳۶۰، نوشته اریک جیمز هوگلاند
- فرهنگ نظریه‌های فمینیستی (۱۳۸۲) (با همکاری نوشین احمدی خراسانی و فرخ قره‌داغی)
- بازنگری در تمدن مادی و سرمایه داری، نوشته فرناند برودل
- زبان تصویر نوشته جئورگی کیپس (۱۳۶۳)
- الفبای خانواده نوشته ناتالیا گینزبورگ (۱۳۶۳)
- تاریخ ژاپن معاصر نوشته ریچارد استوری[۳]